# بيتر سارسيد
بيتر سارسيد (بالإنجليزية: Peter Eardley Sarstedt)‏ (10 ديسمبر 1941 في دلهي - 8 يناير 2017 في ساسكس)؛ مُغنٍ وكاتب أغانٍ بريطاني. بدأ بإصدار أغانيه في العام 1967، واشتهر بأغنيته وير دو يو غو تو (ماي لافلي)؟ - وتعني: أين تذهبين يا حبيبتي؟ - التي صدرت في العام 1969، ومنذ ذلك الحين بقي يُصدر سنويًا أغنيتين على الأقل حتى العام 1987، كان من بينها أغنية بيروت الصادرة في العام 1978. توفي وفي رصيده 15 ألبومًا، صدر آخره في العام 2015.

## روابط خارجية
- بيتر سارسيد على موقع IMDb (الإنجليزية)
- بيتر سارسيد على موقع ميوزك برينز (الإنجليزية)
- بيتر سارسيد على موقع أول ميوزيك (الإنجليزية)
- بيتر سارسيد على موقع ديسكوغز (الإنجليزية)